# Droga gruntowa

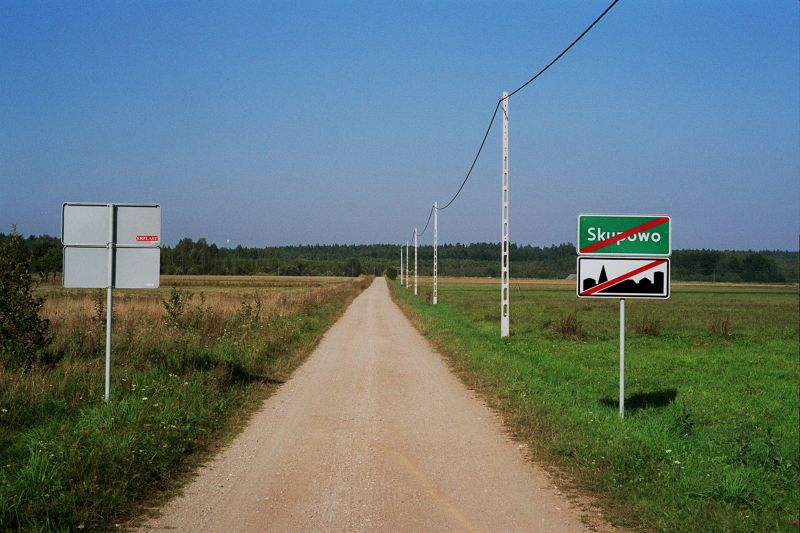
Droga gruntowa ze Skupowa do Zabłotczyzny. Widoczne znaki drogowe: D-43 i E-18a

Droga gruntowa (inaczej: droga o nawierzchni gruntowej) – droga o nawierzchni z gruntu rodzimego lub utrwalona w wyniku specjalnych zabiegów i preparacji gruntu rodzimego przy pomocy mieszanin wykonanych z gliny, żwiru, żużla itp..
W polskim Prawie o ruchu drogowym drogę gruntową określono jako drogę z jezdnią o nawierzchni z gruntu rodzimego lub nasypowego, ulepszonego mechanicznie lub chemicznie, w której wierzchnia warstwa może być wykonana z kruszywa naturalnego, sztucznego lub pochodzącego z recyklingu.
Droga gruntowa cechuje się niską przydatnością komunikacyjną. Długoletnie użytkowanie drogi gruntowej na nachylonym terenie skutkuje powstaniem rozcięcia drogowego.
W krajach wysoko rozwiniętych drogi gruntowe występują przeważnie na terenach leśnych i polnych, jako drogi niepubliczne. W krajach rozwijających się stanowią drogi publiczne niższych kategorii. W państwach Trzeciego Świata są najpowszechniej występującym typem dróg kołowych.